# Erluli
Erluli ist eine osttimoresische Aldeia im Suco Lequitura (Verwaltungsamt Aileu, Gemeinde Aileu). Die Aldeia wurde 2017 neu geschaffen.

## Geographie
Erluli liegt im Südwesten des Sucos Lequitura. Im Süden und Westen grenzt Erluli die Aldeia Lequitura und im Norden die Aldeia Rairema. Westlich von Erluli liegt der Suco Lahae. Durch den Norden Erlulis und entlang einem Teil der Ostgrenze führt die Überlandstraße von Aileu nach Maubisse. Sie durchquert das Dorf Hatoleta, dessen Westteil in Erluli, der Osten in der Aldeia Lequitura liegt. Im Norden zweigt eine Straße von der Überlandstraße nach Osten ab, die zu kleinere Siedlungen des Sucos führt.

## Politik
2023 wurde Adão Jose Mendonҫa zum Chefe de Aldeia gewählt.